# Capparis longgangensis
Capparis longgangensis är en kaprisväxtart som beskrevs av Sin Li Mo, Amp; X.S.Lee och Y.S.Huang. Capparis longgangensis ingår i släktet Capparis och familjen kaprisväxter. Inga underarter finns listade i Catalogue of Life.